# Lievelde
Lievelde (uitspraak: Lie-vulde; in het Nedersaksisch: Leeuweld) is een van de kerkdorpen van de Nederlandse gemeente Oost Gelre in de Achterhoek, provincie Gelderland. Tot eind 2004 was het een dorpskern binnen de in Oost Gelre opgegane gemeente Lichtenvoorde. Het dorp telt 1.380 inwoners (1 januari 2023).
Lievelde is gelegen tussen Lichtenvoorde en Groenlo. Ten oosten van de dorpskern loopt de autoweg N18 (Twenteroute) en aan de noordzijde grenst het aan de spoorlijn Zutphen - Winterswijk. Het station Lichtenvoorde-Groenlo bevindt zich in Lievelde.

## Geschiedenis
Over de herkomst van de naam Lievelde bestaat geen consensus. Zo zou het 'laag, maar groot veld' betekenen (onbekende bron), maar ook wordt de betekenis 'grafheuvel in of bij hoog bos' genoemd. Oude schrijfwijzen zijn: Linelo (1364) en Lieveld (1785).
Al in de 7e eeuw woonden er mensen in de omgeving van Lievelde. Dit blijkt uit de vondst van onder meer een grafheuvel op de Lievelder Es (een enigszins hoger gelegen gebied tussen Lievelde en Groenlo). Het gebied werd echter mogelijk nog veel eerder bewoond, aangezien in juli 2009 nederzettingssporen in de vorm van aardewerkscherven en een intacte pot werden gevonden, die waarschijnlijk stammen uit de late bronstijd (1100-800 v. Chr.) of de ijzertijd (800 v. Chr. tot begin jaartelling). Kerkelijk gezien heeft Lievelde tijdens de middeleeuwen deel uitgemaakt van het kerspel Groenlo.
Toen in 1627, tijdens de Tachtigjarige Oorlog, het door de Spanjaarden bezette Groenlo werd belegerd door het Staatse leger (Beleg van Grol), bevond het hoofdkwartier van prins Frederik Hendrik zich op de Lievelder Es (vlak bij het huidige openluchtmuseum Erve Kots). Het hoofdkwartier maakte deel uit van een 16 kilometer lange insluitlinie om Groenlo, de Circumvallatielinie. De linie bestond onder andere uit schansen, redoutes en hoornwerken. Van de vier verdedigingsschansen uit die tijd bevinden zich er twee op Lievelds grondgebied: de Engelse Schans en de Franse Schans (in 2003 herontdekt op luchtfoto's). Eerstgenoemde schans, die lange tijd deel uitmaakte van een motorcross-circuit, is in 2002 in oude staat hersteld.

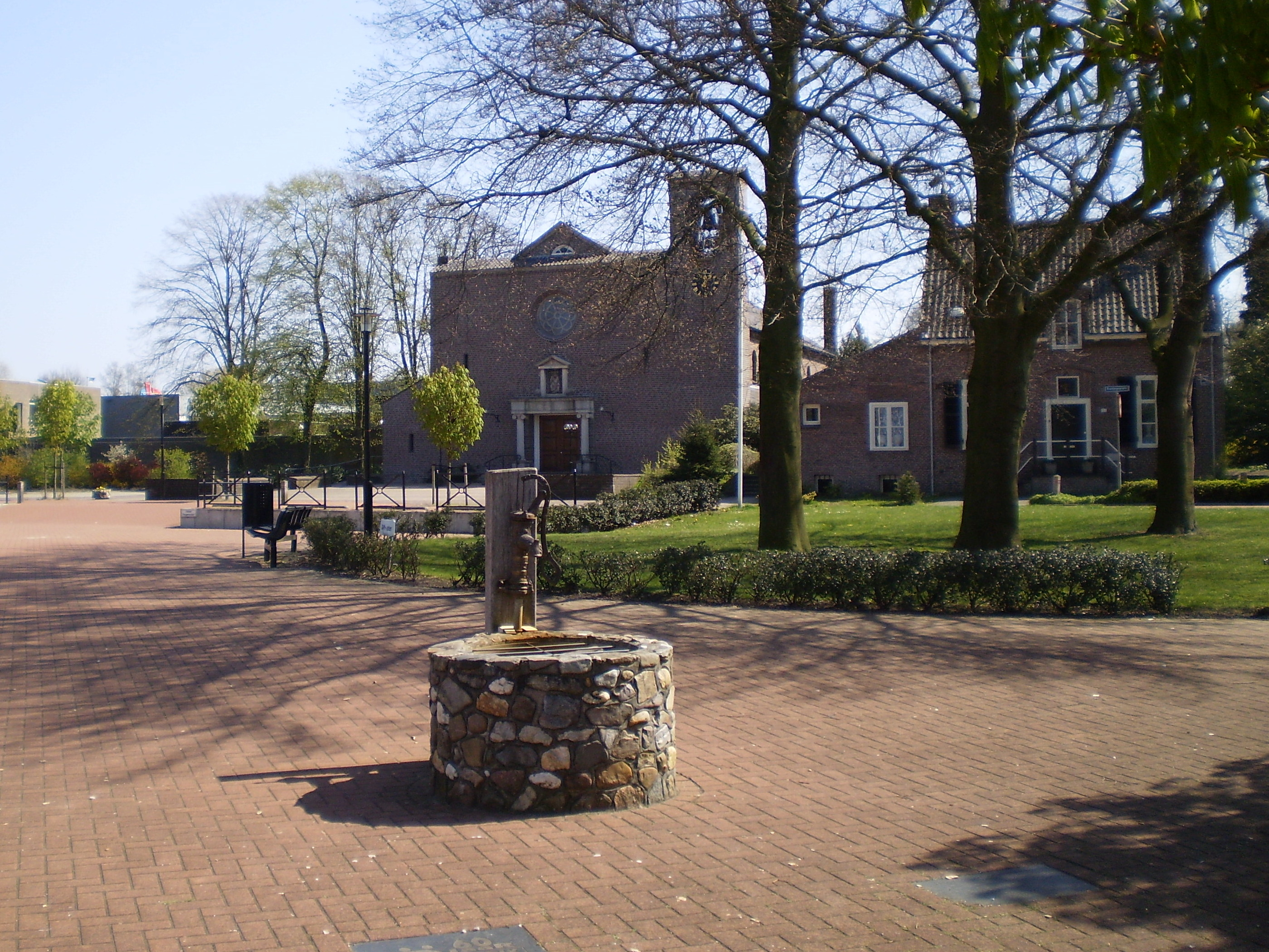
Koningsplein met kerk 'Christus Koning'

In 1878 werd een spoorlijn van Zutphen naar Winterswijk aangelegd. Op 24 juli van dat jaar werd het station in Lievelde (Lichtenvoorde-Groenlo) aan deze lijn geopend. De komst van een spoorverbinding betekende een belangrijke impuls voor de ontwikkeling van het dorp. Later volgden nog tramverbindingen met Groenlo (1883) en Lichtenvoorde (1908), die echter geen lang leven beschoren waren.
Dat het hebben van een spoorverbinding ook nadelige effecten kan hebben, bleek tijdens de Tweede Wereldoorlog. In 1942 werd in het dorp Rijkswerkkamp Lievelde gevestigd, een joods werkkamp, waarvan de dwangarbeiders op 2 oktober van dat jaar op transport werden gesteld naar Westerbork. Tachtig jaar later werd op 2 oktober 2022 voor hen een gedenkteken onthuld aan de Lievelderweg.
De spoorlijn was ook een doelwit voor bombardementen. Met name op 13 oktober 1944 werd hierbij het dorp zwaar getroffen, waarbij onder andere de bakkerij Reijerink vernietigd werd.
De bevolking van Lievelde is overwegend katholiek, hoewel er net als elders in Nederland ontkerkelijking plaatsvindt. De in 1954 in gebruik genomen Christus Koningkerk werd gebouwd ter vervanging van een eerste (tijdelijke) noodkerk die vlak na de Tweede Wereldoorlog werd geopend. De kerk is ontworpen door architect W.P.V. Dijkman. Ten oosten van het dorp bevindt zich het klooster 'Huize Loreto', gebouwd in 1951, voor de Paters maristen. Sinds 2016 is het een Koptisch-orthodox klooster.

## Bezienswaardigheden en attracties

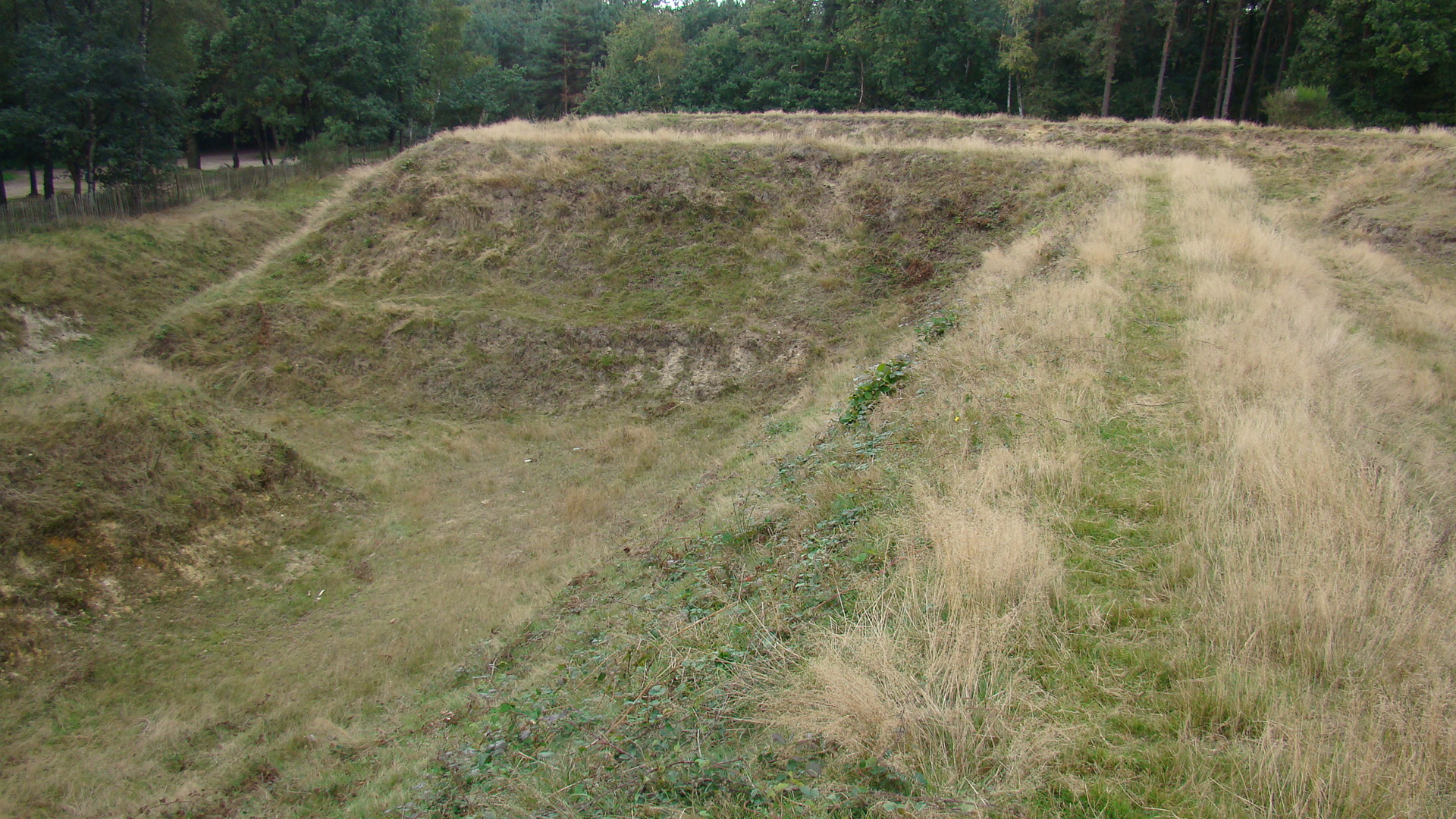
Engelse Schans

- Erve Kots; Openluchtmuseum met herberg en brouwerij, gelegen aan de Eimersweg.
- Kaasboerderij Weenink; kaasboerderij waar op ambachtelijke wijze kaas wordt gemaakt en onder meer rondleidingen worden gegeven. Tegenover Erve Kots
- Engelse Schans; gereconstrueerde schans die gebruikt werd tijdens het Beleg van Grol in de Tachtigjarige Oorlog.
- Avog's Crash Museum; Museum waarin opgegraven vliegtuigwrakken uit de Tweede Wereldoorlog worden getoond.
- Attractiepark Megapret

## Sport, recreatie en evenementen
- De jaarlijkse Zwarte Cross (deels op gebied dat bij Vragender hoort).
- Lievelde is de bakermat van het boerengolf. In 2004 werd het eerste Open Nederlands Kampioenschap van deze alternatieve vorm van golf bij kaasboerderij Weenink gespeeld.
- VV Erix; Voetbalvereniging, opgericht op 27 juli 1944.
- IJsbaan Lievelde.
- In Lievelde is het startpunt van de Arfgoodroute (Erfgoedroute), een 41 km lange bewegwijzerde ANWB-fietsroute.
- Wolcorso. In eerste weekend na Pinksteren werd traditiegetrouw de kermis in Lievelde gevierd. In tegenstelling tot veel andere steden en dorpen werd deze niet opgesierd met een bloemencorso, maar een wolcorso. De praalwagens die aan deze optocht meedoen werden beplakt met korte draadjes wol.
- Harmonie St. Willibrord; harmonieorkest, opgericht op 13 maart 1934 en destijds nog het Lievelder Fanfare Corps geheten.
- De Schanskloppers; drumband, opgericht in 1969.
- De Jonge Nölepeters; carnavalsvereniging, opgericht in 1965.